# Замок Чорний (Лімерик)

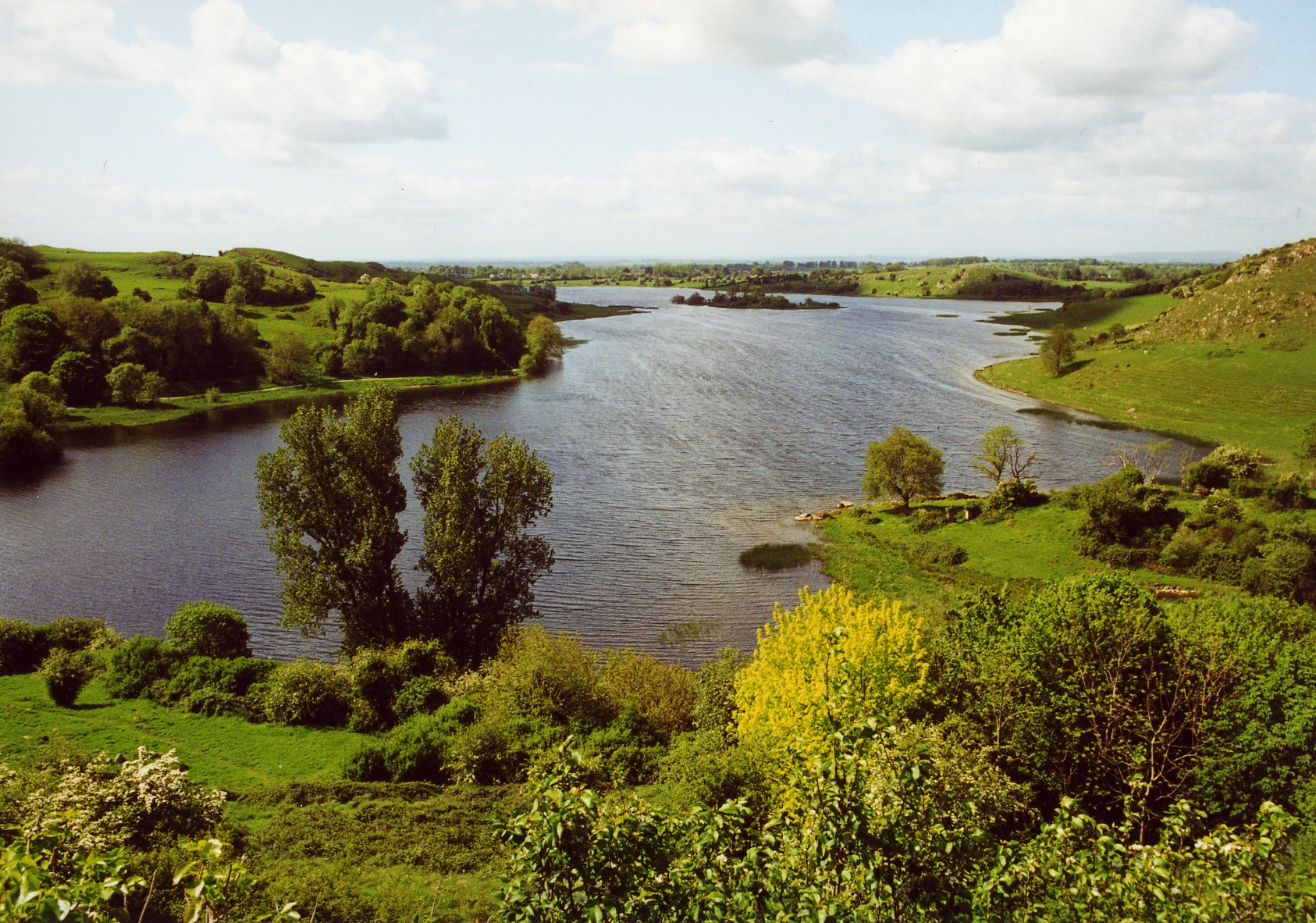
Озеро Лох-Гур.

Чорний Замок (англ. Black Castle) — Блеккастл, один із замків Ірландії, розташований в графстві Лімерік, на берегах озера Лох-Гур, між містами Гербертстаун та Брафф. Біля замку знаходиться гора Кнокадун-Хілл. Там де нині лежать руїни Чорного замку селище було ще з часів неоліту — люди тут селилися з 3000 року до н. е. Біля руїн замку є численні мегалітичні споруди, в тому числі кам'яне коло Грендж-стоун — найбільше кам'яне коло в Ірландії. Поруч є дольмени та менгіри. Археологи виявили тут залишки житла кам'яної доби, яке умовно назвали «Окуляри». Біля замку є залишки кількох так званих круглих фортець залізної доби. Ці об'єкти є археологічними пам'ятками Ірландії національного значення. Недалеко є руїни християнської церкви доби раннього середньовіччя.
Чорний замок — це норманський замок, що належав графам Десмонд. Судячи по всьому ними ж і був побудований для захисту своїх володінь. Замок баштового типу. Нині замок в повних руїнах. Замок використовувався під час повстань Геральдинів — повстань графів Десмонд проти англійської влади в XVI столітті. Чорний замок знаменитий тим, що саме в цьому замку граф Десмонд у 1573 році оголосив про повний розрив з англійською короною після свого повернення з подорожі до Лондона. Тут він урочисто відмовився носити англійський одяг і оголосив, що віднині буде носити тільки ірландський одяг. Це було по суті оголошення чергового повстання проти влади Англії в Ірландії.